# Strakonice II
Strakonice II jsou jihovýchodní část města Strakonice ve stejnojmenném okrese v Jihočeském kraji. Strakonice II leží v katastrálním území Nové Strakonice o rozloze 5,88 km².
Do této části Strakonic spadá pravobřežní část města se strakonickým hradem, dále zaniklé osady Bezděkov a Žabokrty, staré autobusové nádraží, areál ČZ a teplárny a též i letiště.

## Historie
První písemná zmínka o vesnici pochází z roku 1854.

## Obyvatelstvo
| Rok            | 1869  | 1880  | 1890  | 1900  | 1910  | 1921  | 1930  | 1950  | 1961 | 1970  | 1980  | 1991  | 2001  | 2011  | 2021  |
| -------------- | ----- | ----- | ----- | ----- | ----- | ----- | ----- | ----- | ---- | ----- | ----- | ----- | ----- | ----- | ----- |
| Počet obyvatel | 1 844 | 2 064 | 2 036 | 2 002 | 2 051 | 2 221 | 3 314 | 3 163 | 0    | 5 071 | 4 233 | 4 902 | 5 335 | 4 871 | 4 527 |
| Počet domů     | 159   | 155   | 150   | 168   | 171   | 191   | 351   | 419   | 0    | 485   | 377   | 393   | 389   | 403   | 410   |

## Obecní správa
Při sčítání lidu v letech 1850–1918 Strakonice II byly samostatnou obcí v okrese Strakonice. V letech 1919–1960 byly osadou města Strakonice ve stejnojmenném okrese. V následujícím období byla osada úředně zrušena a jako část města Strakonice byla obnovena 1. dubna 1980.